# Neoperla primitiva
Neoperla primitiva és una espècie d'insecte plecòpter pertanyent a la família dels pèrlids que es troba a l'Índia. En el seu estadi immadur és aquàtic i viu a l'aigua dolça, mentre que com a adult és terrestre i volador.

## Subespècies
- Neoperla primitiva inutilis (Zwick, 1973)
- Neoperla primitiva primitiva (Geijskes, 1952)[6][2]